# Monte Barbeston
Il Monte Barbeston (pron. fr. AFI: [baʁbɛstɔ̃] - Mont Barbeston in francese e ufficialmente- 2.482 m s.l.m.) è una montagna delle Alpi Graie che si trova nella Catena Emilius-Tersiva. È situato in Valle d'Aosta, tra i comuni di Châtillon, Pontey e Champdepraz.

## Caratteristiche

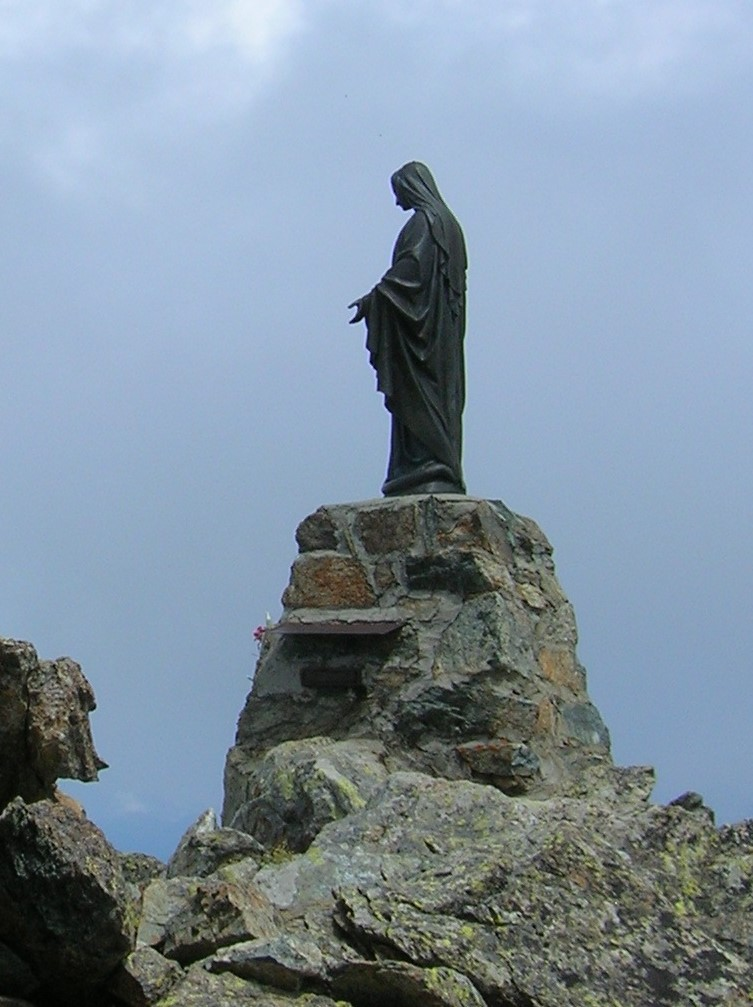
La statua della Madonna collocata sulla vetta.

Si colloca lungo la cresta di montagne che partendo dal Mont Avic e passando dal Mont Ruvic (2.922 m) raggiunge la nostra vetta. Dopo il Barbeston la cresta continua in direzione est fino a raggiungere un'ultima elevazione costituita dal Mont Lyan (2.178 m).
La vetta della montagna è sormontata da una statua della Madonna.

## Salita sulla vetta
Si può salire sulla vetta partendo dalla località La Veulla (capoluogo di Champdepraz all'interno del Parco naturale del Mont Avic). Si raggiunge prima il col de Valmérianaz (2.290 m) e poi la vetta della montagna per la sua cresta sud-ovest.
Dal versante nord si può partire dalla frazione Cloutraz di Pontey. Per strada sterrata si raggiunge il borgo di Valmérianaz (1.795 m) e poi per sentiero il  col de Valmérianaz (2.290 m).